# Alans Siņeļņikovs
Alans Siņeļņikovs (Riga, 14 maggio 1990) è un calciatore lettone, centrocampista del Beitar.

## Carriera

### Club
Ha giocato tra il 2007 e il 2009 con l'Olimps Rīga, squadra formato da giovani Under-21 lettoni. Tra il 2009 e il 2013 ha militato nello Skonto, con cui ha vinto un campionato lettone, una Coppa di Lettonia e una Baltic League.
Dopo una breve parentesi con i cechi del Baník Ostrava, nel luglio 2014 è passato al Ventspils, con cui ha vinto il suo secondo campionato lettone. Dal 2017 si è trasferito al Jelgava.

### Nazionale
Siņeļņikovs ha esordito in una competizione europea per nazioni il 23 settembre 2006 con l'Under-17 contro i pari età dell'Azerbaigian, in un incontro valido per le qualificazioni al Campionato europeo di calcio Under-17.
Dopo aver totalizzato 10 presenze con la nazionale Under-21 e 8 con l'Under-19 (segnando due reti), ha fatto il suo esordio nella nazionale maggiore il 22 maggio 2012, in amichevole contro la Polonia, entrando nei minuti finali al posto di Oļegs Laizāns. Dopo aver vinto la Coppa del Baltico 2012, il suo primo incontro da titolare è stata l'amichevole contro il Qatar disputato il 24 maggio 2013. Qualche giorno più tardi ha esordito in un incontro valido per le Qualificazioni al campionato mondiale di calcio 2014 contro la Bosnia ed Erzegovina.

## Statistiche

### Cronologia presenze e reti in Nazionale
| Cronologia completa delle presenze e delle reti in nazionale ― Lettonia | Cronologia completa delle presenze e delle reti in nazionale ― Lettonia | Cronologia completa delle presenze e delle reti in nazionale ― Lettonia | Cronologia completa delle presenze e delle reti in nazionale ― Lettonia | Cronologia completa delle presenze e delle reti in nazionale ― Lettonia | Cronologia completa delle presenze e delle reti in nazionale ― Lettonia | Cronologia completa delle presenze e delle reti in nazionale ― Lettonia | Cronologia completa delle presenze e delle reti in nazionale ― Lettonia |
| Data                                                                    | Città                                                                   | In casa                                                                 | Risultato                                                               | Ospiti                                                                  | Competizione                                                            | Reti                                                                    | Note                                                                    |
| ----------------------------------------------------------------------- | ----------------------------------------------------------------------- | ----------------------------------------------------------------------- | ----------------------------------------------------------------------- | ----------------------------------------------------------------------- | ----------------------------------------------------------------------- | ----------------------------------------------------------------------- | ----------------------------------------------------------------------- |
| 22-5-2012                                                               | Klagenfurt                                                              | Lettonia                                                                | 0 – 1                                                                   | Polonia                                                                 | Amichevole                                                              | -                                                                       | 87’                                                                     |
| 1-6-2012                                                                | Võru                                                                    | Lettonia                                                                | 5 – 0                                                                   | Lituania                                                                | Coppa del Baltico 2012                                                  | -                                                                       | 72’                                                                     |
| 6-2-2013                                                                | Kobe                                                                    | Giappone                                                                | 3 – 0                                                                   | Lettonia                                                                | Amichevole                                                              | -                                                                       | 88’                                                                     |
| 24-5-2013                                                               | Doha                                                                    | Qatar                                                                   | 3 – 1                                                                   | Lettonia                                                                | Amichevole                                                              | -                                                                       |                                                                         |
| 28-5-2013                                                               | Duisburg                                                                | Lettonia                                                                | 3 – 3                                                                   | Turchia                                                                 | Amichevole                                                              | -                                                                       | 63’                                                                     |
| 7-6-2013                                                                | Riga                                                                    | Lettonia                                                                | 0 – 5                                                                   | Bosnia ed Erzegovina                                                    | Qual. Mondiali 2014                                                     | -                                                                       | 84’                                                                     |
| 14-8-2013                                                               | Tallinn                                                                 | Estonia                                                                 | 1 – 1                                                                   | Lettonia                                                                | Amichevole                                                              | -                                                                       | 15’ 56’                                                                 |
| 6-9-2013                                                                | Riga                                                                    | Lettonia                                                                | 2 – 1                                                                   | Lituania                                                                | Qual. Mondiali 2014                                                     | -                                                                       |                                                                         |
| 10-9-2013                                                               | Atene                                                                   | Grecia                                                                  | 1 – 0                                                                   | Lettonia                                                                | Qual. Mondiali 2014                                                     | -                                                                       | 62’                                                                     |
| 15-11-2013                                                              | Dublino                                                                 | Irlanda                                                                 | 3 – 0                                                                   | Lettonia                                                                | Amichevole                                                              | -                                                                       | 72’                                                                     |
| 13-11-2017                                                              | Kosovska Mitrovica                                                      | Kosovo                                                                  | 4 – 3                                                                   | Lettonia                                                                | Amichevole                                                              | 1                                                                       | 40’                                                                     |
| Totale                                                                  |                                                                         | Presenze                                                                | 11                                                                      |                                                                         | Reti                                                                    | 1                                                                       |                                                                         |

## Palmarès

### Club

#### Competizioni nazionali
- Campionato lettone: 2

Skonto: 2010
Ventspils: 2014
- Coppa di Lettonia: 1

Skonto: 2011-2012
- Baltic League: 1

Skonto: 2010-2011

### Nazionale
- Coppa del Baltico: 1

2012